# John Carlos
John Carlos (ur. 5 czerwca 1945) – amerykański lekkoatleta, sprinter. Brązowy medalista olimpijski z Meksyku.
Jego koronną konkurencją był bieg na 200 metrów i w niej wywalczył olimpijski medal. W trakcie ceremonii wręczenia medali, gdy odgrywano hymn Stanów Zjednoczonych Carlos oraz jego rodak Tommie Smith, zwycięzca biegu, wznieśli w górę ręce przyodziane w czarne rękawice. Gest ten symbolizować miał solidarność z ruchem Czarnych Panter. Władze MKOl-u, a zwłaszcza przewodniczący Avery Brundage, uznali ich gest za zachowanie polityczne niezgodne z zasadami olimpijskimi. Smith i Carlos zostali wykluczeni z amerykańskiej ekipy olimpijskiej i zmuszeni do powrotu do kraju. Przez środowisko walczące o prawa Afroamerykanów w Stanach Zjednoczonych gest lekkoatletów uznany został za jedno z ważniejszych wydarzeń w historii ruchu. Carlos był jednym z założycieli Olympic Project for Human Rights.
W kwalifikacjach olimpijskich osiągnął wynik 19.92 s. W 1967 był mistrzem Igrzysk Panamerykańskich na dystansie 200 metrów. Odnosił sukcesy w mistrzostwach – jako student East Texas State University i San Jose State University – NCAA. Próbował swych sił jako profesjonalny futbolista amerykański, został nawet wybrany przez Philadelphia Eagles w drafcie NFL w 1970.